# جامعة آزاد الإسلامية (كلبايكان)
افتُتحت جامعة آزاد الإسلامية (كُلبايكان)، الواقعة في مدينة كلبايكان بمحافظة أصفهان، عام 2000 في مبنى مساحته 1170 مترًا مربعًا، على أرض مساحتها 14,850 مترًا مربعًا. بدأت الجامعة عملها بتخصص أكاديمي واحد (دبلوم علوم الحاسوب) بقبول 107 طلاب. وفي عام 2006، ازداد عدد التخصصات النشطة في الجامعة إلى ثلاثة تخصصات في برامج الدبلوم المستمر وغير المستمر، وتخصص واحد في درجة البكالوريوس المستمر. وفي عام 2008، أصبحت جامعة آزاد الإسلامية وحدة مستقلة، ثم وحدة متوسطة بعد عامين. وفي عام 2013، تمت الموافقة على تخصصات الماجستير في هذه الجامعة في الأقسام المتخصصة في الهندسة الميكانيكية، والهندسة المدنية، والصناعات الغذائية، وعلوم الحيوان؛ وفي عام 2017، تمت الموافقة على تخصص التمريض الجامعي.
يبلغ عدد الطلاب في هذه الوحدة الجامعية حاليًا 600 طالب، وقد تخرج منها 3400 شخص في مختلف التخصصات حتى الآن. كما يبلغ عدد أعضاء هيئة التدريس في هذه الجامعة 16 عضوًا، ويبلغ عدد الموظفين العاملين 17 موظفًا. يتكون المبنى الإداري للجامعة من طابقين بمساحة تزيد عن 2000 متر مربع، بينما يتكون مبنى كلية التكنولوجيا والهندسة من خمسة طوابق بمساحة 3800 متر مربع.

## المجالات الأكاديمية
تُقدم جامعة آزاد الإسلامية، فرع كلبايكان، حاليًا برامج الدبلوم والبكالوريوس والماجستير في 31 مجالًا أكاديميًا مختلفًا، وتشمل أقسام العلوم الطبية، والتمريض، والميكانيكا، والبناء والإنتاج، والأقسام التقنية والهندسية للهندسة المدنية، والزراعة (الصناعات الغذائية وعلوم الحيوان)، والكهرباء والحاسوب، والمحاسبة.

## مجالات لا تتطلب امتحان قبول
القانون - الفقه والشريعة الإسلامية - تدريس اللغة الإنجليزية - التصوير الفوتوغرافي - الموسيقى - الخدمات المصرفية - الشؤون الصناعية - المحاسبة - تصميم الأزياء - الكيمياء - الهندسة الطبية - الكيمياء الطبية - علم النفس - تدريب مترجمي اللغات - الهندسة المدنية - هندسة البترول - الهندسة الكهربائية - علم الأحياء - علم الأحياء الدقيقة - الهندسة المعمارية - هندسة تخطيط المدن - هندسة الحاسوب - تكنولوجيا المعلومات - التجارة - الشؤون الجمركية - الهندسة الكهربائية - الهندسة الميكانيكية - الهندسة الصناعية - علم الأحياء الخلوية الجزيئية و ...